# Marian Wojciechowski
Marian Kazimierz Wojciechowski (* 24. Juni 1927 in Posen; † 24. November 2006 in Warschau) war ein polnischer Historiker.
Wojciechowskis Vater war der Historiker und Mitbegründer des West-Instituts in Posen, Zygmunt Wojciechowski. Er studierte Geschichte und promovierte 1951 an der Adam-Mickiewicz-Universität in Posen. Ab 1960 lehrte er an der Felix Dserschinski Militärakademie in Warschau im Rahmen der Ausbildung von Politoffizieren der polnischen Armee. Ab 1974 wirkte Wojciechowski als Hochschullehrer an der Universität Warschau. Ab 1972 fungierte er für 12 Jahre als Mitglied sowie auch als stellvertretender polnischer Vorsitzender der Deutsch-Polnischen Schulbuchkommission. Ebenfalls ab 1972 wirkte Wojciechowski als stellvertretender Sekretär in der Abteilung für Sozialwissenschaften der Polnischen Akademie der Wissenschaften (PAN). Wojciechowski, der fließend und gut Deutsch sprach, nahm an zahlreichen wissenschaftlichen Diskussionen teil.

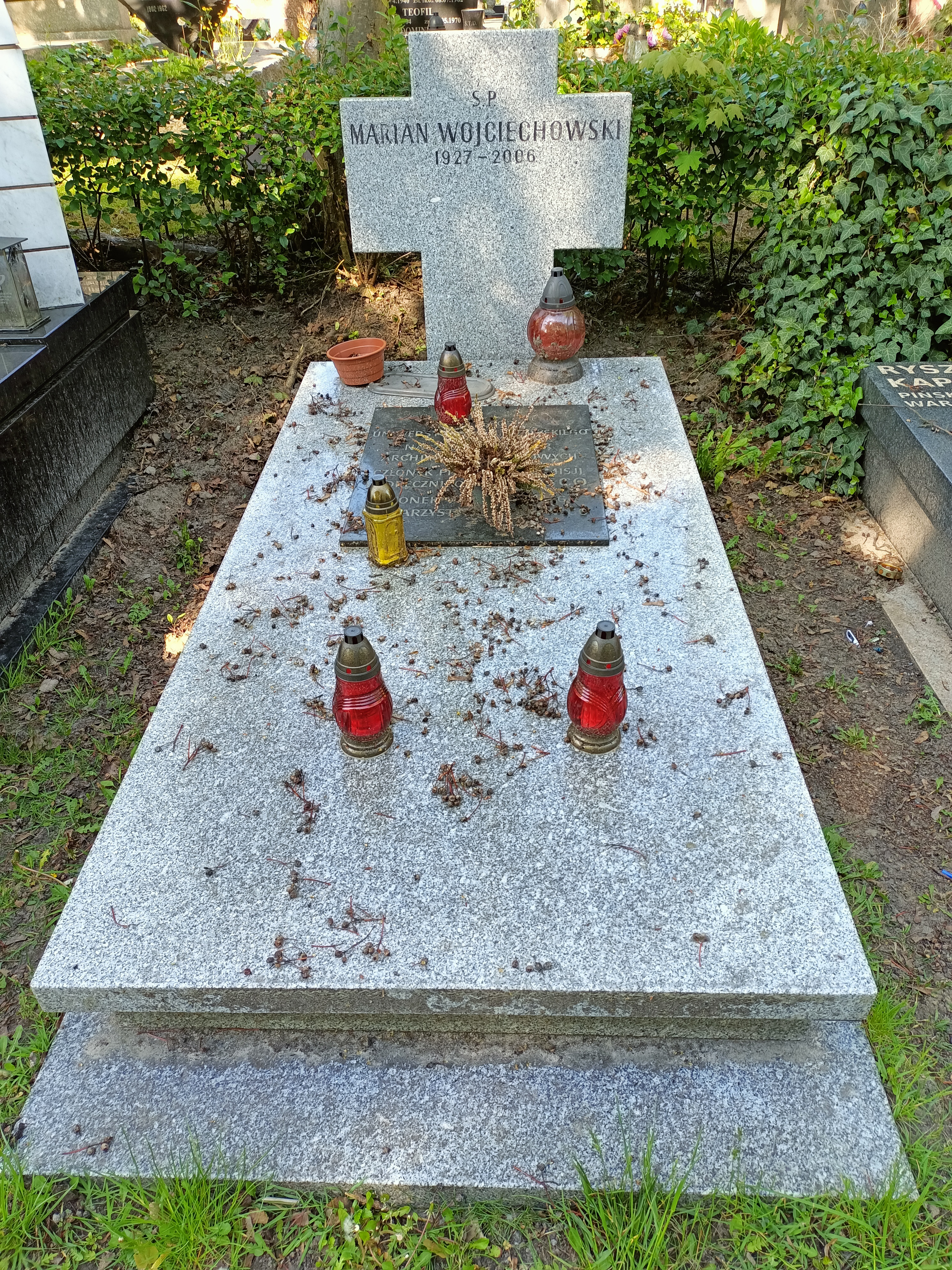
Grab von Marian Wojciechowski

Von 1981 bis 1992 amtierte Wojciechowski als Leiter der staatlichen polnischen Archive.

## Publikationen
- Die polnisch-deutschen Beziehungen 1933–1938, Leiden 1971 (im Original Habilitationsschrift 1965)